# Dom narodzin
Dom narodzin – samodzielna, pozaszpitalna instytucja, prowadzona przez położne i lekarzy położników, dla matek rodzących. Położne monitorują poród, obserwują stan matki oraz dobrostan płodu. W razie jakichkolwiek niepokojących objawów zauważonych przez położną kobieta jest przenoszona do szpitala. Niektóre szpitale posiadają własne, przyszpitalne, domy narodzin, które są alternatywą dla szpitalnych porodówek.
W domu narodzin panuję bardziej domowa atmosfera niż na zwyczajnej porodówce. Kobieta ma możliwość słuchania muzyki, przy porodzie może towarzyszyć jej rodzina i przyjaciele jeśli tego chce. Innymi charakterystycznymi rzeczami w domu narodzin są duże łózka mogące zmieścić zarówno kobietę rodzącą jak i jej partnera, wanny czy prysznice, w których może odbyć się poród. W domach narodzin kobiety mają większą możliwość poruszania się, chodzenia, kucania czy przyjęcia innych pozycji ze względu na to iż sale są większe niż w większości porodówek. Po porodzie matka z dzieckiem pozostaje w domu na bardzo krótki czas, około 24 godzin, a po upływie tego czasu może od razu udać się do domu.

## Porównanie do porodów w szpitalu
W 2012 Cochrane porównał tradycjonalne porody w szpitalach z porodami alternatywnymi odbywającymi się w domach narodzin. Z tego porównania wynikło, że w domach narodzin dzięki przyjaznej, domowej atmosferze więcej porodów odbywało się drogami siłami natury, a matki dłużej karmiły swoje dzieci piersią. Miały one też pozytywną opinię o otrzymanej opiece. Zauważono również, że w domach narodzin jest znacznie mniejsza liczba interwencji medycznych podczas porodu, co z kolei nie zwiększa ryzyka dla matki i dziecka.

## Domy narodzin w Stanach Zjednoczonych
Domy narodzin zyskały dużą popularność w latach 1970 jako alternatywa dla wysoko zmedykalizowanych porodów w szpitalach. Obecnie porody w domach narodzin są opłacane przez ubezpieczenie zdrowotne. Niektóre praktyki stosowane w domach zaczynają być także wprowadzane na szpitalne porodówki np. wanny, prysznice dla rodzącej czy możliwość swobodnego przemieszczania się. Aby kobieta mogła odbyć swój poród w tego typu jednostce jej ciąża nie może być zaliczana do ciąży wysokiego ryzyka. Niezależne domy narodzin są zobowiązane do nawiązania współpracy ze szpitalem w wypadku gdyby poród fizjologiczny przeszedł w poród patologiczny.
Amisze, którzy są znani z szacunku do porodu fizjologicznego, zazwyczaj rodzą w domu lub korzystają z domów narodzin. Większość kobiet korzysta ze szpitali gdy poród stwarza zagrożenia dla jej życia lub życia dziecka. Niektóre wolą rodzin w szpitalu mimo braku wskazań dla swojego własnego komfortu psychicznego.

## Domy narodzin w Australii
W odpowiedzi na National Maternity Action Plan, rząd w 2002 roku zaczął zwiększać liczbę domów narodzin dostępnych dla rodzących. Większość z nich podlega pod szpitale ale są również domy niezależne od szpitali. Domy narodzin nie podlegające pod szpital muszą znajdować się w niewielkiej odległość od szpitala (90 minut). Większość domów prowadzona jest przez położne, a lekarze są przy porodzie jedynie w chwili wystąpienia komplikacji.
Niektóre domy narodzin przyjmują rodzące wysokiego ryzyka. W takich domach sprawowana jest dodatkowa, stała opieka lekarska dla zapewnienia bezpieczeństwa rodzącej.

## Domy narodzin w Kanadzie
W Kandzie domy narodzin są sprawą kontrowersyjną ale mimo to kobiety mają możliwość skorzystania z nich podczas porodu. Poród w domu narodzin oferują specjalistyczne szpitale.

## Domy narodzin w Holandii
W Holandii znajduje się duża liczba różnych instytucji dających możliwość porodów alternatywnych, odchodzących od tradycyjnych poród odbywających się w domu czy w szpitalu. W tego typu jednostkach opiekę nad rodzącą sprawuje położna. W Holandii to położne środowiskowe kierują ciężarne do szpitalnych porodówek tylko wtedy gdy poród jest wysokiego ryzyka.